# Earl of Dorchester
Earl of Dorchester war ein erblicher britischer Adelstitel in der Peerage of Great Britain. Der Titel war zuvor bereits einmal als Life Peerage in der Peerage of England verliehen worden. Beide Titel waren nach der Stadt Dorchester in Dorset benannt.

## Verleihungen und nachgeordnete Titel
In erster Verleihung war am 20. Januar 1686 in der Peerage of England der Titel Countess of Dorchester zusammen mit dem nachgeordneten Titel Baroness Darlington auf Lebenszeit an Catherine Sedley, die Mätresse König Jakobs II. verliehen. Als Life Peerages erloschen die Titel bei ihrem Tod am 26. Oktober 1717.
Am 18. Mai 1792 wurde das Earldom als erblicher Titel wurde für den Unterhausabgeordneten Joseph Damer, 1. Baron Milton geschaffen. Zusammen mit der Earlswürde wurde ihm der nachgeordnete Titel Viscount Milton, of Milton Abbey in the County of Dorset verliehen. Ihm waren bereits am 3. Juni 1753 in der Peerage of Ireland der Titel Baron Milton, of Shronehill in the County of Tipperary, und am 10. Mai 1762 in der Peerage of Great Britain der Titel Baron Milton, of Milton Abbey in the County of Dorset, verliehen worden. Die Titel erloschen als sein Sohn, der 2. Earl, 1808 unverheiratet und kinderlos starb.

## Liste der Earls of Dorchester

### Countess of Dorchester (Life Peerage, 1686)
- Catherine Sedley, Countess of Dorchester (1657–1717)

### Earls of Dorchester (1792)
- Joseph Damer, 1. Earl of Dorchester (1718–1798)
- George Damer, 2. Earl of Dorchester (1746–1808)